# Aculadero (Matanzas)
Aculadero es un nuevo asentamiento rural, en el valle del río Hanábana, en Cuba. La población importante más próxima es Aguada Pasajeros. El nombre del pueblo proviene de la playa de El Aculadero en El Puerto de Santa María en la provincia de Cádiz (España).
Existe en Cuba otra población en la provincia de Cienfuegos con el mismo nombre, y a sólo 2,5 km de distancia del Aculadero de Matanzas.

## Localización
Saliendo de Aguada de Pasajeros, Jagüey Grande se encuentra a 6,8 km. Otras poblaciones cercanas a Aculadero son Ranchuelo (a 5,6 km) y Caimito (5,8 km).
El aeropuerto más próximo a la población es CFG - Cienfuegos Jaime González, que se encuentra a 57,9 km al sudeste de Aculadero.
- Datos: Q5657149